# Liste des cours d'eau du Gers

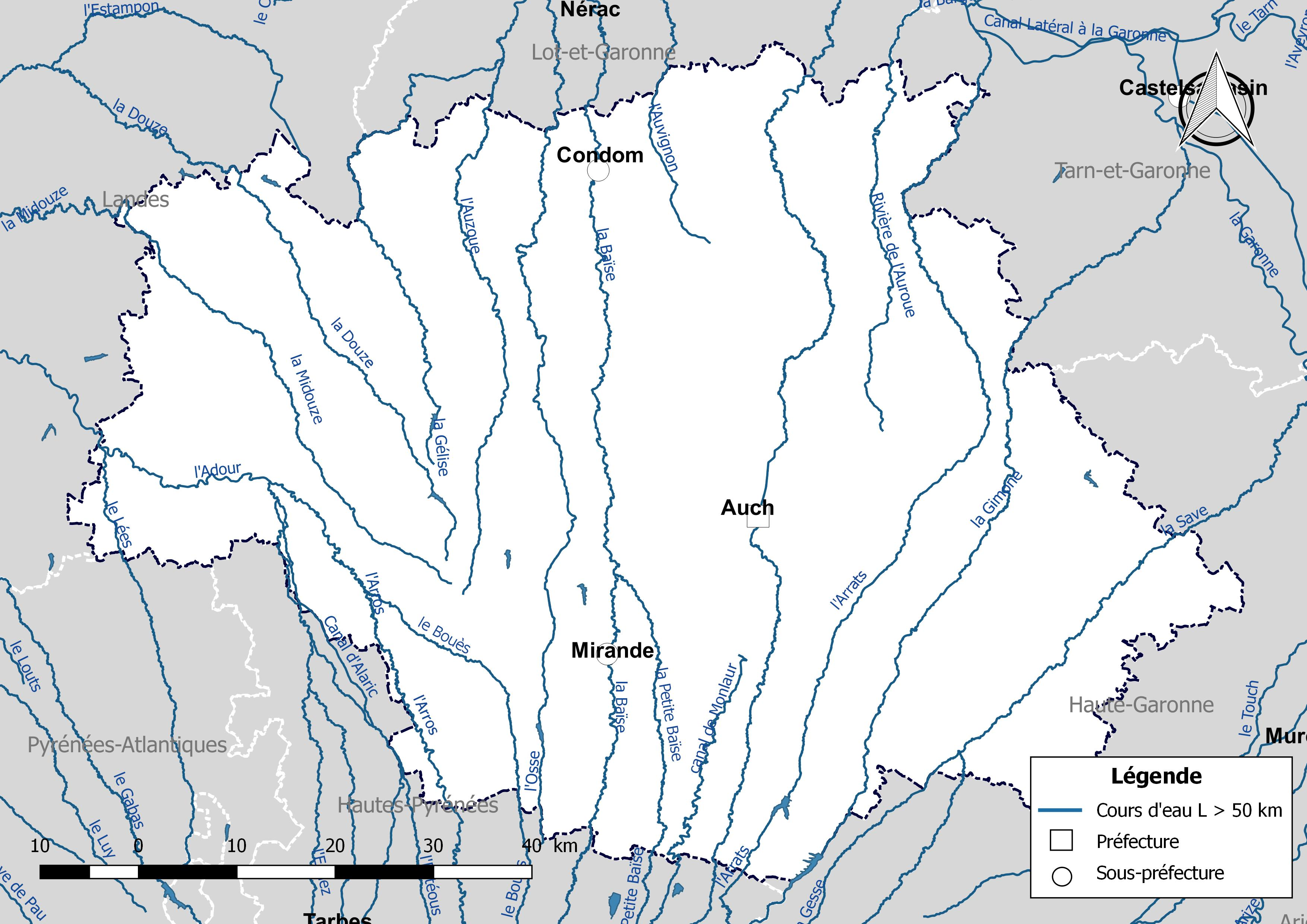
Carte des cours d'eau de longueur supérieure à 50 km du Gers.

La liste des cours d'eau du Gers présente les principaux cours d'eau traversant pour tout ou partie le territoire du département français du Gers dans la région Occitanie. Plus de 2 800 cours d'eau sont recensés en 2014 dans le référentiel national BD Carthage sur le territoire départemental, dont 86 cours d'eau naturels et deux canaux de longueur supérieure à 10 km.
Les cours d'eau sont ordonnés selon leur origine naturelle (fleuve, rivières ou ruisseaux) ou artificielle (canaux). Pour chacun d'entre eux sont précisés : sa classe, sa longueur totale, le cours d'eau dans lequel il se jette (confluence), le bassin collecteur auquel il appartient, le nombre de départements et de communes traversés et le nom des communes qu'il irrigue dans le département du Gers.

## Cours d'eau naturels

### Définition

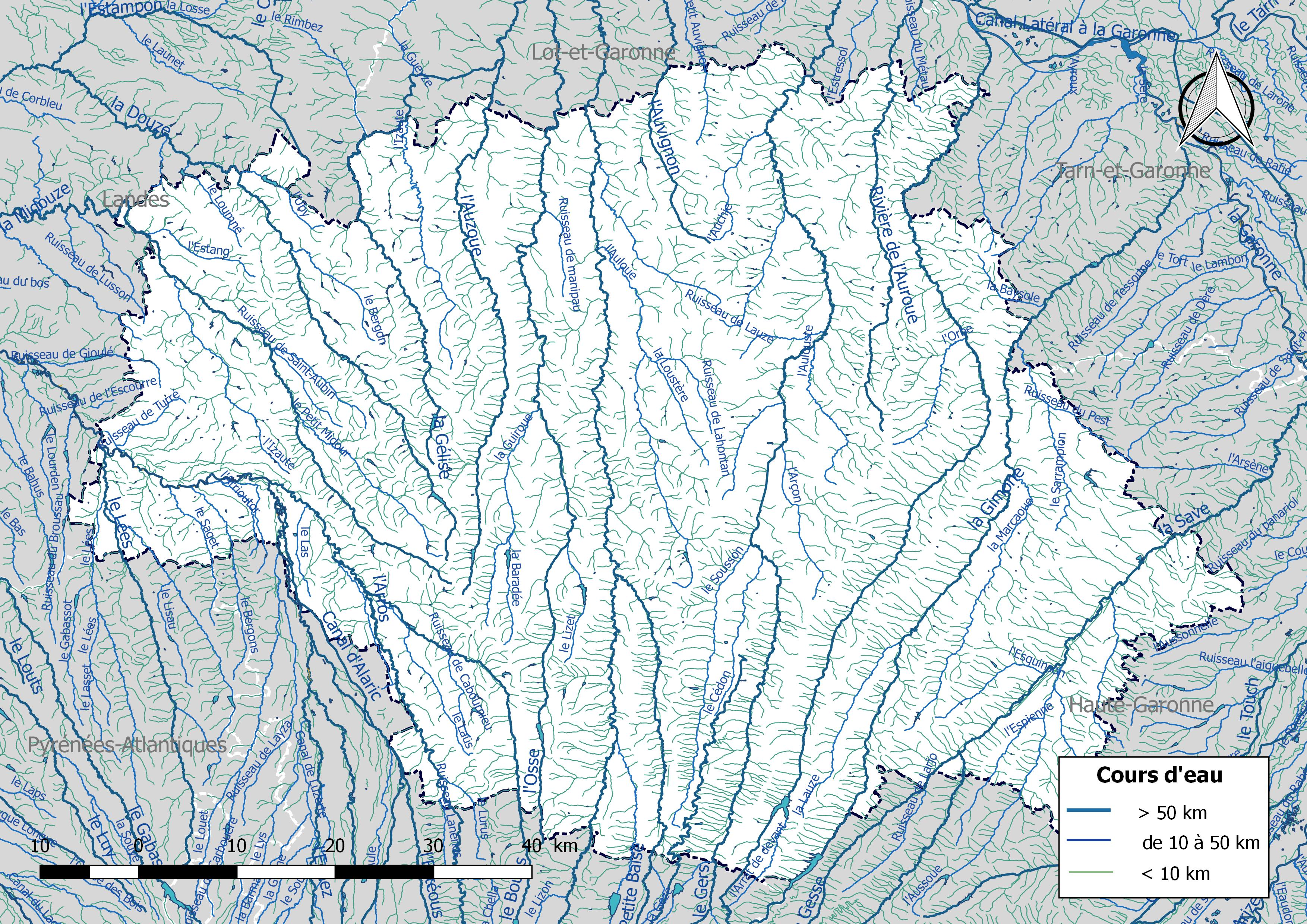
Carte de l'ensemble du réseau hydrographique du Gers.

Jusqu'en 2016, aucun texte législatif ne définissait la notion de cours d’eau. Ce n'est qu'avec la loi du 8 août 2016 pour la reconquête de la biodiversité, de la nature et des paysages que cette lacune est comblée. L'article 118 de cette loi insère un nouvel article L. 215-7-1 dans le code de l'environnement précisant que « constitue un cours d'eau un écoulement d'eaux courantes dans un lit naturel à l'origine, alimenté par une source et présentant un débit suffisant la majeure partie de l'année. L'écoulement peut ne pas être permanent compte tenu des conditions hydrologiques et géologiques locales. ». Ainsi les deux principaux critères retenus sont :
- la présence et la permanence d’un lit naturel à l’origine, ce qui distingue les cours d’eau (artificialisés ou non) des fossés et canaux creusés par la main de l’homme ;
- la permanence d’un débit suffisant une majeure partie de l’année, critère qui doit être évalué en fonction des conditions climatiques et hydrologiques locales.

### Cours d'eau permanents de longueur supérieure ou égale à 10 km
La base de données Carthage est le référentiel du réseau hydrographique français. Cette base est réalisée à partir de la couche hydrographie de la base de données Carto enrichie par le ministère chargé de l'environnement et les agences de l'eau avec le découpage du territoire en zones hydrographiques d'une part et la codification de ces zones et du réseau hydrographique d'autre part. De cette base, il ressort que le réseau hydrographique du Gers comprend 86 cours d'eau permanents de longueur supérieure à 10 km et dont le cours est en partie ou en totalité dans le département du Gers.
Le référentiel national hiérarchise le réseau en 7 classes selon l'importance décroissante des cours d'eau. Le tableau ci-après regroupe tous les cours d'eau irriguant pour tout ou partie du département et appartenant à l'une des classes 1 à 4. Pour chacune de ces classes les caractéristiques des cours d'eau sont les suivantes :
- 1 : longueur supérieure à 100 km ou tout cours d’eau se jetant dans une embouchure logique[Note 1] et d'une longueur supérieure à 25 km ;
- 2 : longueur comprise entre 50 et 100 km ou tout cours d’eau se jetant dans une embouchure logique et d’une longueur supérieure à 10 km ;
- 3 : longueur comprise entre 25 et 50 km ;
- 4 : longueur comprise entre 10 et 25 km.

| Nom du cours d'eau   | Classe | Longueur totale en km | Confluence | Bassin collecteur | Départements irrigués | Communes irriguées | Communes irriguées | Communes irriguées |
| Nom du cours d'eau   | Classe | Longueur totale en km | Confluence | Bassin collecteur | Départements irrigués | Nb total           | Nb ds le dép.      | Communes du département |
| -------------------- | ------ | --------------------- | --- | ----------------- | --------------------- | ------------------ | ------------------ | --- |
| Adour                | 1      | 308,8                 | Golfe de Gascogne | l'Adour           | 4 (32, 40, 64, 65)    | 119                | 16                 | Barcelonne-du-Gers, Bernède, Cahuzac-sur-Adour, Corneillan, Gée-Rivière, Goux, Izotges, Jû-Belloc, Préchac-sur-Adour, Riscle, Saint-Germé, Saint-Mont, Sarragachies, Tarsac, Termes-d'Armagnac, Tieste-Uragnoux. |
| Arçon                | 4      | 18,1                  | le Gers | la Garonne        | 1 (32)                | 8                  | 8                  | Auch, Auterive, Haulies, Leboulin, Montaut-les-Créneaux, Montégut, Pessan, Preignan. |
| Arrat de devant      | 4      | 14,1                  | l'Arrats | la Garonne        | 2 (32, 65)            | 9                  | 6                  | Bézues-Bajon, Cabas-Loumassès, Lalanne-Arqué, Manent-Montané, Mont-d'Astarac, Saint-Blancard. |
| Arrats               | 1      | 162,1                 | la Garonne | la Garonne        | 4 (31, 32, 65, 82)    | 64                 | 40                 | Ansan, Aubiet, Avezan, Bellegarde, Betcave-Aguin, Bézues-Bajon, Bivès, Blanquefort, Cabas-Loumassès, Castelnau-Barbarens, Estramiac, Faget-Abbatial, Haulies, Homps, L'Isle-Arné, L'Isle-Bouzon, Labrihe, Lamaguère, Lartigue, Lussan, Manent-Montané, Mauvezin, Meilhan, Miradoux, Moncorneil-Grazan, Monferran-Plavès, Monfort, Mont-d'Astarac, Peyrecave, Plieux, Saint-Antoine, Saint-Antonin, Saint-Clar, Saint-Créac, Saint-Léonard, Saint-Sauvy, Sère, Solomiac, Tachoires, Tournecoupe. |
| Arrioutor            | 4      | 11,8                  | l'Adour | l'Adour           | 2 (32, 65)            | 4                  | 2                  | Cannet, Riscle. |
| Arros                | 1      | 130,8                 | l'Adour | l'Adour           | 2 (32, 65)            | 55                 | 19                 | Armentieux, Beaumarchés, Beccas, Betplan, Cazaux-Villecomtal, Haget, Izotges, Juillac, Ladevèze-Rivière, Lasserade, Malabat, Marciac, Montégut-Arros, Plaisance, Saint-Justin, Sembouès, Tasque, Termes-d'Armagnac, Villecomtal-sur-Arros. |
| Arsène               | 4      | 14,1                  | Bras de la Save | la Garonne        | 2 (31, 32)            | 10                 | 1                  | Encausse. |
| Auchie               | 4      | 15,7                  | le Gers | la Garonne        | 1 (32)                | 7                  | 7                  | Berrac, Lagarde, Larroque-Engalin, Lectoure, Marsolan, Saint-Martin-de-Goyne, Terraube. |
| Auloue               | 3      | 45,3                  | la Baïse | la Garonne        | 1 (32)                | 16                 | 16                 | Antras, Auch, Ayguetinte, Barran, Biran, Bonas, Castéra-Verduzan, L'Isle-de-Noé, Jegun, Larroque-Saint-Sernin, Lasséran, Maignaut-Tauzia, Ordan-Larroque, Saint-Jean-le-Comtal, Saint-Puy, Valence-sur-Baïse. |
| Aulouste             | 4      | 20,6                  | le Gers | la Garonne        | 1 (32)                | 7                  | 7                  | Crastes, Gavarret-sur-Aulouste, Mirepoix, Montaut-les-Créneaux, Montestruc-sur-Gers, Nougaroulet, Sainte-Christie. |
| Auroue               | 2      | 62,4                  | la Garonne | la Garonne        | 3 (32, 47, 82)        | 25                 | 19                 | Brugnens, Cadeilhan, Castet-Arrouy, Céran, Crastes, Gimbrède, Goutz, L'Isle-Bouzon, Lectoure, Magnas, Miradoux, Miramont-Latour, Pis, Plieux, Puycasquier, Saint-Clar, Saint-Léonard, Taybosc, Urdens. |
| Aussoue              | 3      | 33,7                  | la Save | la Garonne        | 2 (31, 32)            | 16                 | 8                  | Garravet, Labastide-Savès, Montégut-Savès, Nizas, Puylausic, Saint-Lizier-du-Planté, Samatan, Sauvimont. |
| Auvignon             | 2      | 55,7                  | la Garonne | la Garonne        | 2 (32, 47)            | 21                 | 8                  | Blaziert, Castelnau-sur-l'Auvignon, Caussens, Condom, Gazaupouy, Mas-d'Auvignon, Roquepine, Saint-Orens-Pouy-Petit. |
| Auzoue               | 2      | 74,1                  | la Gélise | la Garonne        | 2 (32, 47)            | 16                 | 14                 | Bassoues, Belmont, Castillon-Debats, Cazaux-d'Anglès, Courrensan, Fourcès, Gondrin, Lagraulet-du-Gers, Lannepax, Lupiac, Montréal, Peyrusse-Grande, Préneron, Vic-Fezensac. |
| Baïse                | 1      | 187,6                 | la Garonne | la Garonne        | 3 (32, 47, 65)        | 52                 | 26                 | Barcugnan, Barran, Beaucaire, Belloc-Saint-Clamens, Berdoues, Bezolles, Biran, Bonas, Le Brouilh-Monbert, Cassaigne, Castéra-Verduzan, Condom, Estipouy, L'Isle-de-Noé, Jegun, Maignaut-Tauzia, Mirande, Mirannes, Montaut, Mouchès, Rozès, Sainte-Dode, Saint-Jean-Poutge, Saint-Michel, Saint-Paul-de-Baïse, Valence-sur-Baïse. |
| Baisole              | 3      | 47,2                  | la Baïse | la Garonne        | 2 (32, 65)            | 21                 | 8                  | Cuélas, Duffort, Montaut, Sainte-Aurence-Cazaux, Saint-Michel, Saint-Ost, Sauviac, Viozan. |
| Baradée              | 4      | 12,6                  | la Guiroue | la Garonne        | 1 (32)                | 5                  | 5                  | Bassoues, Castelnau-d'Anglès, Montesquiou, Pouylebon, Saint-Christaud. |
| Baysole              | 4      | 10,2                  | la Gimone | la Garonne        | 2 (32, 82)            | 7                  | 4                  | Castéron, Gaudonville, Pessoulens, Tournecoupe. |
| Bergon               | 4      | 16                    | la Douze | l'Adour           | 1 (32)                | 5                  | 5                  | Campagne-d'Armagnac, Cazaubon, Eauze, Manciet, Réans. |
| Bergons              | 3      | 25,1                  | l'Adour | l'Adour           | 3 (32, 64, 65)        | 10                 | 4                  | Cannet, Maumusson-Laguian, Riscle, Saint-Mont. |
| Boscassé             | 4      | 14,1                  | l'Arrioutor | l'Adour           | 2 (32, 65)            | 5                  | 4                  | Cahuzac-sur-Adour, Cannet, Goux, Riscle. |
| Bouès                | 2      | 62,5                  | l'Arros | l'Adour           | 2 (32, 65)            | 31                 | 14                 | Aux-Aussat, Beaumarchés, Castex, Estampes, Juillac, Laas, Laguian-Mazous, Laveraët, Marciac, Miélan, Monlezun, Pallanne, Tillac, Tourdun. |
| Boulouze             | 4      | 19,7                  | la Save | la Garonne        | 2 (31, 32)            | 9                  | 7                  | Auradé, Endoufielle, Marestaing, Pébées, Pompiac, Savignac-Mona, Seysses-Savès. |
| Buros                | 4      | 10                    | l'Adour | l'Adour           | 2 (32, 40)            | 4                  | 1                  | Le Houga. |
| Cabournieu           | 4      | 11,3                  | le Bouès | l'Adour           | 1 (32)                | 3                  | 3                  | Laveraët, Monlezun, Troncens. |
| Cédon                | 4      | 18,6                  | la Gers | la Garonne        | 1 (32)                | 8                  | 8                  | Clermont-Pouyguillès, Durban, Labarthe, Lasseube-Propre, Lourties-Monbrun, Ornézan, Pavie, Seissan. |
| Douze                | 1      | 123,5                 | le Midour, qui devient le Midou en arrivant dans les Landes: la confluence du Midou et de la Douze donne la Midouze                                                         | l'Adour           | 2 (32, 40)            | 33                 | 20                 | Aignan, Avéron-Bergelle, Ayzieu, Bourrouillan, Campagne-d'Armagnac, Castelnavet, Cazaubon, Cravencères, Espas, Gazax-et-Baccarisse, Larée, Lupiac, Manciet, Margouët-Meymes, Marguestau, Peyrusse-Grande, Peyrusse-Vieille, Sainte-Christie-d'Armagnac, Saint-Pierre-d'Aubézies, Séailles. |
| Espienne             | 4      | 17,5                  | l'Aussoue | la Garonne        | 2 (31, 32)            | 10                 | 5                  | Garravet, Lombez, Montadet, Puylausic, Samatan. |
| Esquinson            | 4      | 13,7                  | la Save | la Garonne        | 1 (32)                | 6                  | 6                  | Bézéril, Gaujac, Montamat, Noilhan, Saint-Soulan, Samatan. |
| Estampon             | 2      | 52,1                  | la Douze | l'Hérault         | 2 (32, 40)            | 12                 | 1                  | Cazaubon. |
| Estang               | 4      | 13,4                  | la Midouze | l'Adour           | 1 (32)                | 4                  | 4                  | Castex-d'Armagnac, Estang, Lias-d'Armagnac, Mauléon-d'Armagnac. |
| Estéous              | 2      | 45,3                  | l'Adour | l'Adour           | 2 (32, 65)            | 28                 | 1                  | Haget. |
| Gaube                | 4      | 15,4                  | la Midouze | l'Adour           | 2 (32, 40)            | 5                  | 1                  | Toujouse. |
| Gèle                 | 3      | 25,7                  | la Baïse | la Garonne        | 1 (32)                | 6                  | 6                  | Béraut, Condom, Maignaut-Tauzia, Saint-Orens-Pouy-Petit, Saint-Puy, La Sauvetat. |
| Gélise               | 1      | 92                    | la Baïse | la Garonne        | 3 (32, 40, 47)        | 20                 | 8                  | Bascous, Castelnau d'Auzan Labarrère, Castillon-Debats, Dému, Eauze, Lupiac, Noulens, Ramouzens. |
| Gers                 | 1      | 175,4                 | la Garonne | la Garonne        | 3 (32, 47, 65)        | 48                 | 33                 | Arrouède, Auch, Auterive, Boucagnères, Castelnau-d'Arbieu, Castéra-Lectourois, Céran, Chélan, Fleurance, Gavarret-sur-Aulouste, Labarthe, Lalanne, Lasseube-Propre, Lectoure, Masseube, Montestruc-sur-Gers, Orbessan, Ornézan, Panassac, Pauilhac, Pavie, Pergain-Taillac, Pouy-Loubrin, Preignan, Puységur, Roquefort, Roquelaure, Sainte-Christie, Saint-Martin-de-Goyne, Saint-Mézard, Sansan, Seissan, Sempesserre.                                                                        |
| Gesse                | 2      | 52,1                  | la Save | la Garonne        | 3 (31, 32, 65)        | 20                 | 5                  | Cadeillan, Espaon, Sabaillan, Sauveterre, Tournan. |
| Gèze                 | 4      | 11,7                  | le Gers | la Garonne        | 2 (32, 65)            | 7                  | 1                  | Chélan. |
| Gimone               | 1      | 135,7                 | la Garonne | la Garonne        | 4 (31, 32, 65, 82)    | 55                 | 27                 | Aurimont, Avensac, Bédéchan, Boulaur, Escornebœuf, Gaujan, Gimont, Juilles, Labrihe, Lalanne-Arqué, Mauvezin, Monbardon, Mongausy, Montiron, Saint-Blancard, Saint-Élix, Saint-Georges, Sainte-Marie, Saint-Orens, Saramon, Sarcos, Sarrant, Simorre, Solomiac, Tirent-Pontéjac, Touget, Villefranche. |
| Gioulé               | 4      | 18,3                  | l'Adour | l'Adour           | 2 (32, 40)            | 5                  | 1                  | Le Houga. |
| Guiroue              | 3      | 26,3                  | l'Osse | la Garonne        | 1 (32)                | 11                 | 11                 | Bassoues, Belmont, Callian, Castelnau-d'Anglès, Cazaux-d'Anglès, Peyrusse-Grande, Préneron, Roquebrune, Saint-Christaud, Tudelle, Vic-Fezensac. |
| Izaute               | 3      | 37,5                  | la Gélise | la Garonne        | 1 (32)                | 11                 | 11                 | Bretagne-d'Armagnac, Castelnau d'Auzan Labarrère, Cazeneuve, Courrensan, Dému, Eauze, Lagraulet-du-Gers, Lannepax, Montréal, Noulens, Ramouzens. |
| Izaute               | 3      | 27,3                  | le Midour | l'Adour           | 1 (32)                | 14                 | 14                 | Arblade-le-Haut, Castex-d'Armagnac, Caupenne-d'Armagnac, Lanne-Soubiran, Laujuzan, Magnan, Maupas, Monlezun-d'Armagnac, Mormès, Perchède, Saint-Griède, Saint-Martin-d'Armagnac, Sarragachies, Termes-d'Armagnac. |
| Lanénos              | 4      | 11,2                  | l'Arros | la Garonne        | 2 (32, 65)            | 9                  | 1                  | Montégut-Arros. |
| Larcis               | 3      | 34,8                  | le Lées | l'Adour           | 3 (32, 64, 65)        | 19                 | 4                  | Aurensan, Projan, Verlus, Viella. |
| Larrazieu            | 4      | 10,3                  | la Douze | l'Adour           | 2 (32, 40)            | 2                  | 1                  | Mauléon-d'Armagnac. |
| Larté                | 4      | 17                    | l'Arros | l'Adour           | 2 (32, 65)            | 9                  | 7                  | Armentieux, Beaumarchés, Ladevèze-Rivière, Marciac, Plaisance, Saint-Aunix-Lengros, Saint-Justin. |
| Las                  | 4      | 10,5                  | l'Arros | l'Adour           | 1 (32)                | 4                  | 4                  | Galiax, Jû-Belloc, Préchac-sur-Adour, Tasque. |
| Laüs                 | 4      | 21                    | le Bouès | l'Adour           | 1 (32)                | 9                  | 9                  | Beaumarchés, Betplan, Blousson-Sérian, Juillac, Laguian-Mazous, Marciac, Ricourt, Saint-Justin, Troncens. |
| Lauze                | 4      | 22,9                  | la Gimone | la Garonne        | 1 (32)                | 11                 | 11                 | Aussos, Betcave-Aguin, Faget-Abbatial, Lamaguère, Meilhan, Monties, Saramon, Sémézies-Cachan, Sère, Simorre, Villefranche. |
| Lauze                | 4      | 16,3                  | le Gers | la Garonne        | 1 (32)                | 7                  | 7                  | Lamothe-Goas, Lectoure, Pauilhac, Réjaumont, Sainte-Radegonde, La Sauvetat, Terraube. |
| Léès                 | 3      | 39,1                  | le Lées | l'Adour           | 3 (32, 40, 64)        | 21                 | 3                  | Lannux, Projan, Ségos. |
| Léez                 | 2      | 56,1                  | l'Adour | l'Adour           | 3 (32, 64, 65)        | 32                 | 4                  | Barcelonne-du-Gers, Bernède, Lannux, Projan. |
| Lieuze               | 4      | 15,9                  | l'Aussoue | la Garonne        | 2 (31, 32)            | 8                  | 7                  | Laymont, Monblanc, Montpézat, Nizas, Saint-Loube, Samatan, Sauvimont. |
| Lizet                | 4      | 13,6                  | l'Osse | la Garonne        | 1 (32)                | 6                  | 6                  | Estipouy, Mirande, Monclar-sur-Losse, Montesquiou, Saint-Arailles, Saint-Martin. |
| Loumné               | 4      | 12,7                  | la Douze | l'Adour           | 2 (32, 40)            | 4                  | 3                  | Estang, Mauléon-d'Armagnac, Monclar. |
| Loustère             | 4      | 14                    | l'Auloue | la Garonne        | 1 (32)                | 5                  | 5                  | Castéra-Verduzan, Castillon-Massas, Castin, Jegun, Saint-Lary. |
| Ludon                | 3      | 26                    | la Midouze | l'Adour           | 2 (32, 40)            | 6                  | 1                  | Le Houga. |
| Lurus                | 4      | 11,7                  | l'Arros | l'Adour           | 2 (32, 65)            | 7                  | 2                  | Montégut-Arros, Villecomtal-sur-Arros. |
| Marcaoue             | 3      | 36,4                  | la Gimone | la Garonne        | 1 (32)                | 16                 | 16                 | Bézéril, Escornebœuf, Gaujac, Gimont, Lahas, Maurens, Mongausy, Montiron, Pellefigue, Polastron, Sabaillan, Saint-André, Saint-Martin-Gimois, Saint-Soulan, Simorre, Touget. |
| Midour               | 1      | 151,5                 | La Douze: Le Midour dans le Gers perd son"r" et devient le Midou en arrivant dans le département des Landes. La confluence avec la Douze à Mont de Marsan donne la Midouze. | l'Adour           | 2 (32, 40)            | 39                 | 23                 | Armous-et-Cau, Beaumarchés, Bétous, Bouzon-Gellenave, Castex-d'Armagnac, Caupenne-d'Armagnac, Couloumé-Mondebat, Fustérouau, Lannemaignan, Lasserade, Laujuzan, Louslitges, Loussous-Débat, Maupas, Monlezun-d'Armagnac, Nogaro, Panjas, Pouydraguin, Sainte-Christie-d'Armagnac, Salles-d'Armagnac, Sion, Sorbets, Urgosse. |
| Midouzon             | 4      | 14,5                  | Ruisseau de Saint-Aubin | l'Adour           | 1 (32)                | 7                  | 7                  | Aignan, Avéron-Bergelle, Cravencères, Loubédat, Margouët-Meymes, Nogaro, Sainte-Christie-d'Armagnac. |
| Orbe                 | 4      | 16,6                  | l'Arrats | la Garonne        | 1 (32)                | 10                 | 10                 | Augnax, Crastes, Homps, Mansempuy, Maravat, Monfort, Puycasquier, Saint-Antonin, Sainte-Gemme, Sérempuy. |
| Osse                 | 1      | 120,3                 | la Gélise | la Garonne        | 3 (32, 47, 65)        | 37                 | 29                 | Bars, Bazian, Bazugues, Beaumont, Caillavet, Castex, Condom, Courrensan, Gondrin, Justian, Laas, Larressingle, Larroque-sur-l'Osse, Marambat, Marseillan, Miélan, Monclar-sur-Losse, Montesquiou, Mouchan, Mourède, Riguepeu, Roquebrune, Roques, Sadeillan, Saint-Arailles, Sainte-Dode, Saint-Maur, Sarraguzan, Vic-Fezensac. |
| Ousse                | 4      | 10,6                  | le Gers | la Garonne        | 1 (32)                | 5                  | 5                  | Fleurance, Montestruc-sur-Gers, Préchac, Puységur, Réjaumont. |
| Petit Auvignon       | 4      | 23,6                  | l'Auvignon | la Garonne        | 2 (32, 47)            | 11                 | 4                  | Gazaupouy, Ligardes, Pouy-Roquelaure, La Romieu. |
| Petit Midour         | 4      | 24,1                  | la Midouze | L'Adour           | 1 (32)                | 12                 | 12                 | Aignan, Bétous, Bouzon-Gellenave, Castelnavet, Couloumé-Mondebat, Gazax-et-Baccarisse, Louslitges, Loussous-Débat, Peyrusse-Vieille, Sabazan, Saint-Pierre-d'Aubézies, Sion. |
| Petite Baïse         | 2      | 74,8                  | la Baïse | la Garonne        | 2 (32, 65)            | 26                 | 14                 | Aujan-Mournède, Belloc-Saint-Clamens, Idrac-Respaillès, L'Isle-de-Noé, Lagarde-Hachan, Lamazère, Miramont-d'Astarac, Moncassin, Ponsan-Soubiran, Saint-Élix-Theux, Saint-Médard, Saint-Ost, Sauviac, Viozan. |
| Rimbez               | 4      | 16,4                  | la Gélise | la Garonne        | 3 (32, 40, 47)        | 7                  | 1                  | Castelnau d'Auzan Labarrère. |
| Ruisseau de Cameson  | 4      | 23,1                  | l'Ayroux | la Garonne        | 2 (32, 82)            | 12                 | 1                  | Castéron. |
| Ruisseau de Lahontan | 4      | 11,6                  | la Loustère | la Garonne        | 1 (32)                | 5                  | 5                  | Castéra-Verduzan, Castillon-Massas, Jegun, Lavardens, Saint-Lary. |
| Ruisseau de Larluzen | 4      | 10                    | Lauzoue | la Garonne        | 1 (32)                | 3                  | 3                  | Fourcès, Castelnau d'Auzan Labarrère, Montréal. |
| Ruisseau de Manipau  | 4      | 10,2                  | l'Osse | la Garonne        | 1 (32)                | 5                  | 5                  | Cassaigne, Lagardère, Mansencôme, Mouchan, Valence-sur-Baïse. |
| Ruisseau de Turré    | 4      | 10,3                  | Ruisseau du Jarras | l'Adour           | 1 (32)                | 4                  | 4                  | Arblade-le-Bas, Barcelonne-du-Gers, Luppé-Violles, Vergoignan. |
| Ruisseau du Métau    | 4      | 11                    | Rivière de l'Auroue | la Garonne        | 3 (32, 47, 82)        | 4                  | 1                  | Flamarens. |
| Ruisseau du Pest     | 4      | 10,7                  | le Serrampion | la Garonne        | 2 (31, 32)            | 5                  | 3                  | Ardizas, Encausse, Sainte-Anne. |
| Saget                | 4      | 18,7                  | l'Adour | l'Adour           | 3 (32, 64, 65)        | 10                 | 5                  | Labarthète, Maumusson-Laguian, Riscle, Saint-Mont, Viella. |
| Saint-Aubin          | 4      | 11,8                  | la Midouze | l'Adour           | 1 (32)                | 7                  | 7                  | Bétous, Caupenne-d'Armagnac, Loubédat, Nogaro, Sabazan, Sainte-Christie-d'Armagnac, Sion. |
| Sarrampion           | 3      | 25,4                  | la Gimone | la Garonne        | 2 (32, 82)            | 14                 | 13                 | Catonvielle, Cologne, Escornebœuf, Monferran-Savès, Razengues, Roquelaure-Saint-Aubin, Sainte-Anne, Saint-Cricq, Saint-Georges, Saint-Germier, Sarrant, Sirac, Thoux. |
| Save                 | 1      | 143,4                 | la Garonne | la Garonne        | 4 (31, 32, 65, 82)    | 46                 | 15                 | Auradé, Cadeillan, Castillon-Savès, Cazaux-Savès, Endoufielle, Espaon, L'Isle-Jourdain, Labastide-Savès, Lombez, Marestaing, Noilhan, Pompiac, Samatan, Sauveterre, Ségoufielle. |
| Sère                 | 3      | 31,8                  | la Garonne | la Garonne        | 2 (32, 82)            | 15                 | 1                  | Castéron. |
| Sousson              | 3      | 33,8                  | le Gers | la Garonne        | 1 (32)                | 14                 | 14                 | Aujan-Mournède, Clermont-Pouyguillès, Durban, Labéjan, Lagarde-Hachan, Lasséran, Lasseube-Propre, Loubersan, Lourties-Monbrun, Pavie, Saint-Arroman, Saint-Jean-le-Comtal, Samaran, Seissan. |
| Talouch              | 4      | 14                    | le Gers | la Garonne        | 1 (32)                | 7                  | 7                  | Auch, Castillon-Massas, Castin, Duran, Roquefort, Roquelaure, Sainte-Christie. |
| Uby                  | 4      | 12,2                  | la Douze | la Garonne        | 2 (32, 40)            | 2                  | 1                  | Cazaubon. |

### Autres cours d'eau
Plus de 2 800 cours d'eau sont recensés en 2014 dans le référentiel national BD Carthage sur le territoire départemental du Gers, y compris les 86 cours d'eau naturels de longueur supérieure à 10 km déjà listés ci-dessus, ainsi que les canaux cités ci-dessous.
En lien avec la loi pour la reconquête de la biodiversité, de la nature et des paysages, publiée au Journal officiel du 9 août 2016, définissant la notion de cours d’eau, une instruction du gouvernement du 3 juin 2015 demande aux services d’État de mettre en place une cartographie du réseau hydrographique dans chaque département, afin de permettre aux riverains concernés de distinguer facilement les cours d’eau des fossés, non soumis aux mêmes règles : une intervention sur un cours d’eau allant au-delà de l’entretien courant ne peut en effet se faire que dans le cadre d’une déclaration ou autorisation « loi sur l’eau ». Concernant les Gers, cette cartographie évolutive est progressivement élaborée par les services de l'État.
Une autre cartographie interactive est disponible sur le SIGORE, le portail cartographique de l'environnement en région Nouvelle-Aquitaine.

## Canaux
Un canal est un ouvrage artificiel permettant la dérivation d’un cours d'eau afin de répondre à divers usages (irrigation, hydroélectricité, pisciculture, 
navigation, ouvrage  de  décharges  de  crue...). Seuls les travaux d’entretien des canaux sont soumis à la loi sur l'eau.
| Nom du cours d'eau | Classe | Longueur totale en km | Confluence | Bassin collecteur | Départements irrigués | Communes irriguées | Communes irriguées | Communes irriguées |
| Nom du cours d'eau | Classe | Longueur totale en km | Confluence | Bassin collecteur | Départements irrigués | Nb total           | Nb ds le dép.      | Communes du département |
| ------------------ | ------ | --------------------- | ---------- | ----------------- | --------------------- | ------------------ | ------------------ | --- |
| Canal d'Alaric     | 2      |                       |            | l'Adour           | 2 (32, 65)            | 35                 | 9                  | Cahuzac-sur-Adour, Goux, Haget, Izotges, Jû-Belloc, Ladevèze-Ville, Préchac-sur-Adour, Tasque, Tieste-Uragnoux.                                  |
| Canal de Monlaur   | 2      |                       |            | la Garonne        | 2 (32, 65)            | 27                 | 10                 | Aujan-Mournède, Clermont-Pouyguillès, Esclassan-Labastide, Labarthe, Lourties-Monbrun, Monlaur-Bernet, Ornézan, Saint-Arroman, Samaran, Seissan. |